# Ruperto Méndez
Ruperto Mendez Mendez “Tito” (28 de marzo de 1945, Las Cuevas, Entre Ríos,  desaparecido asesinado 29 de marzo de 1976, Moreno, Buenos Aires)  delegado gremial y militante del Partido Revolucionario de los Trabajadores-Ejército Revolucionario del Pueblo (PRT-ERP) víctima de la última dictadura cívico militar de Argentina

## Asesinato
En 1975, trabajaba como obrero en una empresa de tableros de fibra de madera. Editaba un volante y conformó una agrupación obrera. En 1974 también comenzó a militar en el Partido Revolucionario de los Trabajadores.
Unos días posteiores al golpe de Estado de 1976,  asistió a  una reunión con miembros de la Junta Coordinadora Revolucionaria. Este grupo incluía dirigentes guerrilleros izquierdistas de Chile, Bolivia, Uruguay y Argentina. Fueron atacados por militares, policías federales y provinciales. Murieron en ese momento doce personas y varios de  los participantes de la reunión pudieron escapar. Ruperto Méndez fue llevado a la Comisaría de Moreno, pero se desconoce si estaba aún vivo. No se registra su paso por algún centro clandestino de detención.
Cuando la familia fue para la identificación de su´cuerpo,  solo les mostraron fotos de un cadáver. La familia recibió posteriormente amenazas, allanamientos y detenciones.
En el cementerio municipal de Moreno sus restos  fueron enterrados como NN en abril de 1976, siendo exhumados en 1983. Desde 1999 se encontraban en el laboratorio del Equipo Argentino de Antropología Forense, pero no se disponía de  muestras genéticas para hacer la identificación. Recién en 2008, cuando su sobrina la periodista Claudia Méndez denunció la desaparición se pudo establecer su identidad.
La identificación fue posible por proyecto latinoamericano donde se hicieron cruces masivos genéticos, que han permitido la  identificación de 200 personas en los últimos tres años.

## Homenaje
- El Sitio Ruperto "Tito" Méndez está situado en Ramallo,[4]  cerca de la fábrica donde trabajaba.[2] En 2014 se descubrió allí una placa en su memoria.[5]